# Departamento de Conesa
Departamento de Conesa är en kommun i Argentina.   Den ligger i provinsen Río Negro, i den södra delen av landet, 800 km sydväst om huvudstaden Buenos Aires.
Omgivningarna runt Departamento de Conesa är i huvudsak ett öppet busklandskap. Trakten runt Departamento de Conesa är nära nog obefolkad, med mindre än två invånare per kvadratkilometer.